# Arda d'Arménie
Arda d'Arménie (née à Marash et morte après 1116 à Constantinople) est une noble arménienne devenue première reine consort de Jérusalem par son mariage avec Baudouin Ier de Jérusalem.

## Biographie
Arda nait dans la seconde moitié du XIIe siècle à Marash et est le seul enfant de Thoros (ou Thatoul), le seigneur arménien de cette ville. Lors de la première croisade, l'arrivée de Baudouin de Boulogne permet à son père de la marier avec ce seigneur croisé. La dot conférée par Thoros est de 60 000 besants d'or.
Son époux devient officiellement roi de Jérusalem en 1100, faisant d'elle par la même occasion la première reine-consort de Jérusalem.
Vers 1111-1112, Arda est visée par des accusations d'adultère dont les faits se seraient déroulés lors de son voyage entre Saint-Siméon et Jaffa. Elle est répudiée par Baudoin qui la fait entrer de force au couvent Sainte-Anne de Jérusalem. Le roi la dota en échange d'une dote très importante, « pour faire taire sa conscience » selon les mots de l'historien Steven Runciman. À la suite de cette séparation non-validée par le pape Pascal II, le roi épouse Adélaïde de Savone, veuve du comte Roger Ier de Sicile, ce qui lui apporte une dot considérable pour remplir le trésor ainsi que l’appui précieux de la flotte sicilienne. Faute de l'aval ecclésiastique, Baudouin doit répudier sa nouvelle épouse, non sans avoir utilisé la dot apportée par les Normands de Sicile. Arda resta officiellement son épouse jusqu'à sa mort.
Parallèlement, Arda parvient à quitter le couvent Sainte-Anne de Jérusalem et rejoint, selon la chronique de Guibert de Nogent, la ville de Constantinople où résident ses parents après leur départ de la ville de Marash qui fait suite à la conquête franque. Elle aurait intégré par la suite une des cours de la capitale byzantine et peut-être celle de l'empereur Alexis Comnène.